# Machiny neurobalistyczne

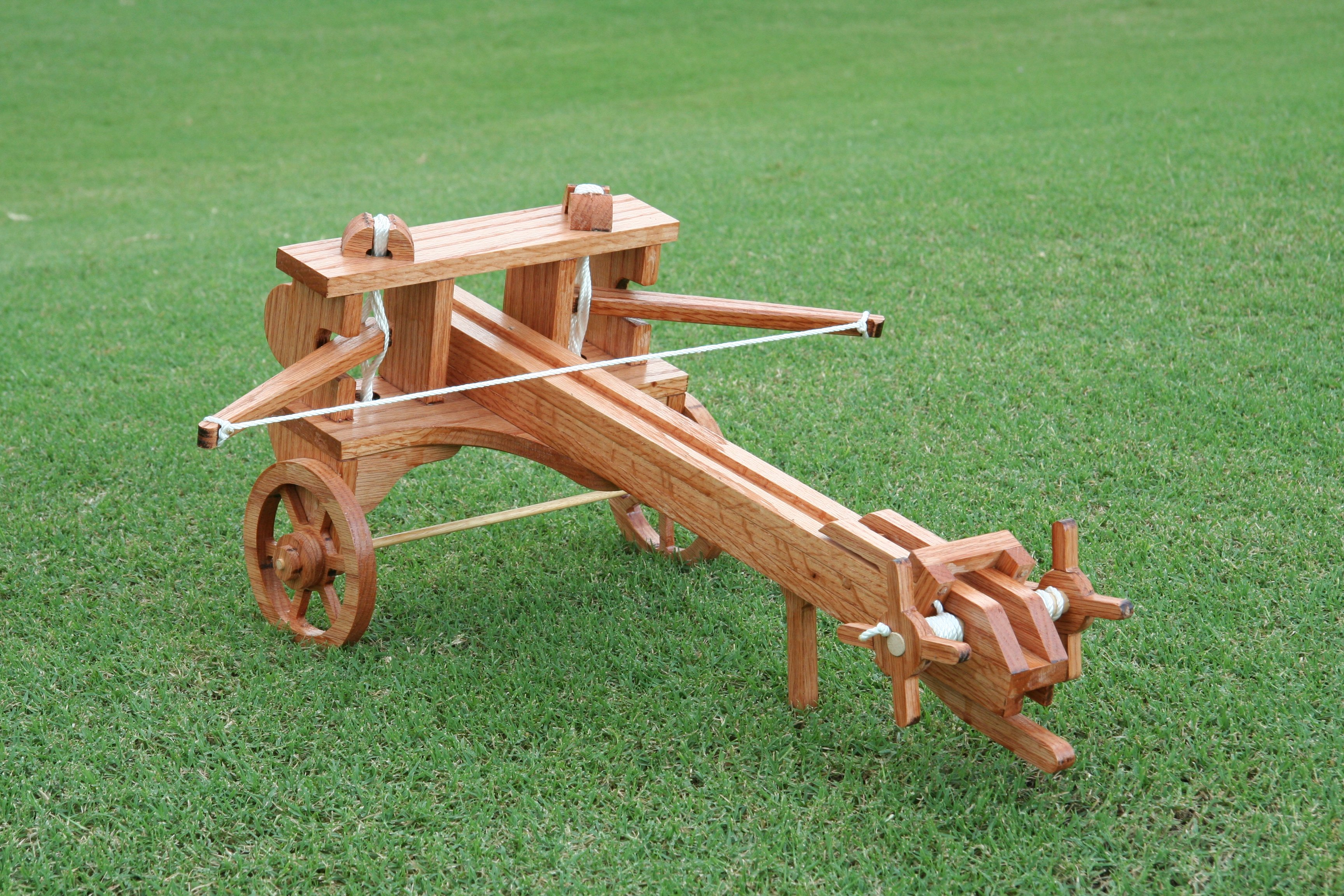
Rzymska balista (rekonstrukcja) – przykład machiny neurobalistycznej

Machiny neurobalistyczne (od gr. νευρών neúron – "ścięgno; cięciwa; struna; (nerw)", βάλλω (czyt. ballo) – "rzucać", "miotać") – machiny wojenne wykorzystujące energię potrzebną do wystrzelenia pocisku, gromadzoną w naprężonym lub odkształconym materiale, np. w skręconych i naciągniętych linach (balista, onager) czy odgiętej belce drewnianej lub metalowej (bricoli, arkbalista).
Machiny tego rodzaju można podzielić na:
- wykorzystujące energię zmagazynowaną poprzez odgięcie elastycznego materiału (gastrafetes, chalkotonon, kusza ręczna i wałowa, arkbalista, espringola i bricoli);
- wykorzystujące energię zmagazynowaną w skręconych włóknach pochodzenia zwierzęcego (palintonon, euthytonon, skorpion, balista i monankon albo onager);
- wykorzystujące energię zmagazynowaną poprzez sprężanie powietrza (konstrukcja Ktesibiosa) i ściskanie materiału elastycznego (aerotonon i urządzenia do miotania ognia greckiego).

Machiny te miały skomplikowaną konstrukcję i były dość wrażliwe na uszkodzenia w porównaniu z barobalistycznymi. Mimo to największy swój rozwój przeżywały w starożytności, praktycznie nie występując w czasach późniejszych (po upadku cesarstwa rzymskiego), poza próbami ich odtworzenia dla celów naukowych.